# ベン・ローズ
ベン・ローズ （Benjamin J. "Ben" Rhodes、1977年 - ）はバラク・オバマ米国大統領の副補佐官であり、イランに対する行動についての包括的共同作業計画の顧問である。 2009年からオバマ大統領の外交政策担当のスピーチライターをしていた。

## 若齢期と教育
テキサス州出身の聖公会の父親とニューヨーク出身のユダヤ人の母の間の息子としてニューヨークのマンハッタンのアッパー・イースト・サイドに生まれる。大学に進学し卒業1996年に卒業。その後、英語で政治学を専攻し ライス大学に進学し、ファイベータカッパクラブ 《成績優秀な大学生・卒業生から成る米国最古で最も有名なギリシャ文字クラブ》会員として2000年に卒業。その後ニューヨークにもどって、2002年にニューヨーク大学を卒業。

## 初期の政治キャリア
1997年の夏には、ローズはルディ・ジュリアーニ市長の選挙運動に参加し、2001年の夏に、ダイアナ・レイナのニューヨーク市議会の選挙運動に参加

## 外交政策スピーチライター
2002年には、ローズは外交政策編纂者ジェームス・ギブニーによって、スピーチライターを探していたリー・ハミルトン上院議員とウイルソン国際センターの取締役に紹介される。ハミルトン上院議員のアシスタントとしてイラク研究グループ報告書と9/11委員会の勧告草案の作成に5年間従事する。
2007年には、2008年大統領選のオバマのスピーチライターとして活動を始める。
ロードスはオバマ大統領の2009年のカイロ演説「新たな始まり」を作成。ローズはエジプトの指導者ムバラクへの支持を撤回をオバマ氏に進言し、2011年のアラブの春の際のアドバイザーとなる。

## 受賞
2011年には、タイム誌の影響力のある若手専門家のリスト"40 Under 40"にランクイン。

## 私生活

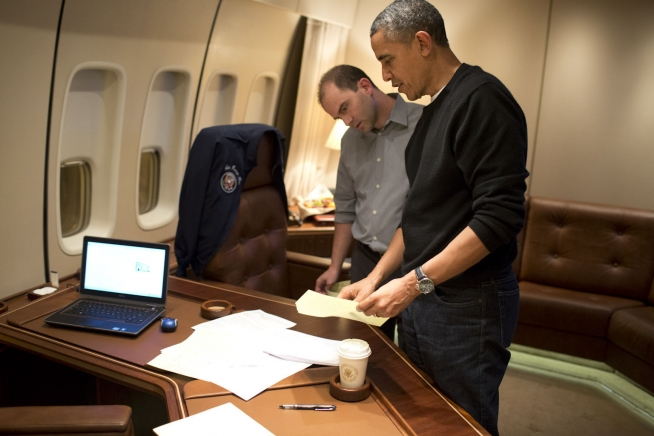
エアフォースワンでスピーチを編纂するバラク-オバマ大統領とローズ(2013)

バーバラ・ボクサー上院議員の外交政策チーフアドバイザーを務めるアン・ノリスと結婚。兄のデヴィッド・ローズはCBSニュースの社長を務める。

## 参照
1. ↑  MARK LANDLER (2013年3月15日). “Worldly at 35, and Shaping Obama’s Voice”. The New York Times 2015年5月15日閲覧。
2. ↑  “Election 2008: Ben Rhodes '96, Speechwriter and Advisor to Barack Obama”.   Collegiate School (2008年10月27日). 2013年9月28日時点のオリジナルよりアーカイブ。2013年9月24日閲覧。
3. 1 2  Jason Horowitz (2010年1月12日). “Obama speechwriter pens a different script for the world stage”. Washington Post.  オリジナルの2013年9月28日時点におけるアーカイブ。 2013年9月24日閲覧。
4. ↑  “Election 2008: Ben Rhodes '96, Speechwriter and Advisor to Barack Obama”.   Collegiate School (2008年10月27日). 2013年9月28日時点のオリジナルよりアーカイブ。2013年9月24日閲覧。
5. ↑  Jason Horowitz (2010年1月12日). “Obama speechwriter pens a different script for the world stage”. Washington Post.  オリジナルの2013年9月28日時点におけるアーカイブ。 2013年9月24日閲覧。
6. ↑  “White House Profile: Ben Rhodes”. 2013年9月23日閲覧。
7. ↑  Laurence Jarvik Blog
8. ↑  Landler, Mark (2013年3月16日). “Worldly at 35, and Shaping Obama’s Voice”. New York Times
9. ↑  “Ben Rhodes: 40 Under 40.”. TIME. (2010年10月14日) 2012年4月9日閲覧。
10. ↑  Jack Shafer (2013年3月18日). “Beat sweetener: The Benjamin J. Rhodes edition”.   reuters.com. 2016年5月17日閲覧。
11. ↑  Brian Steinberg (2014年11月20日). “David Rhodes To Take Over CBS News As Jeff Fager Steps Down”. Variety. 2015年5月29日閲覧。